# Ophthalmoblysis plutus
Ophthalmoblysis plutus là một loài bướm đêm trong họ Geometridae.